# Вентспилс II (станция)
Ве́нтспилс II (латыш. Ventspils II) — железнодорожная станция на линии Вентспилс — Тукумс II, в Таргальской волости Вентспилсского края Латвии.

## История
В первой половине 1960 гг. здесь был открыт разъезд. В качестве остановки пассажирских поездов Вентспилс II впервые упоминается в расписании 1967 г..